# عبد الله الوهيب
عبد الله الوهيّب (1959 - 28 ديسمبر 2007)، لاعب كرة يد سعودي، لعب في نادي العربي السعودي وحقق معه عدة إنجازات، مارس اللعبة من عام 1974 حتى 1993. في عام 2009 صدر كتاب وهيبا.. اليد الحديدية وهو كتاب سيرة ذاتية عنه.

## حياته الرياضية
بدأ ممارسة اللعبة عندما كان طالباً في المتوسطة الأولى في عنيزة بتشجيع من معلم التربية الرياضية إبراهيم التركي، وفي نادي العربي المدرب علي القرطون، والمدرب محمد البسطويسي، وحقق إنجازات في عدة ألعاب من ضمنها ألعاب القوى.
ثم شارك بين 1973 / 1974 تقريباً، مع فريق درجة الشباب لنادي العربي، وحقق أهم إنجاز وهو تحقيق بطولة السعودية للشباب.

### مشاركاته مع المنتخب
شارك مع منتخب الشباب بين عامي 1976 / 1975، ثم تحول للفريق الأول وحقق معه عدة مراكز في الوصيف في عدد من البطولات الرسمية والودية، وحقق خامس هدافي بطولة العالم العسكرية وحصل على جائزة أفضل لاعب في كأس فلسطين في عام 1979، وأفضل لاعب في الدورة العربية.
وشارك في بطولة الصداقة التي اقيمت بالكويت مع منتخب الخليج، وحقق لقب هداف البطولة.

### إنجازاته
- حقق لقب هداف كأس فلسطين.
- حقق لقب هداف البطولة العربية.
- حقق لقب خامس هدافي بطولة كأس العالم العسكرية.
- حقق لقب هداف الدوري الممتاز السعودي.
- حقق لقب هداف بطولة المملكة لدرجة الشباب.
- حقق لقب هداف بطولة منطقة القصيم لدرجة الشباب.

### محاولات انتقاله
رفض عرضاً مغرياً قدم له من الأمير عبد الرحمن عبد الله الفيصل، عبارة عن مليون ريال وراتب عشرة الآف ريال، مع السكن والمواصلات للأنتقال لنادي الاهلي السعودي.
أيضاً رفض عرضاً من نادي الاتحاد السعودي قدم له في فترات متفاوته حتى بعد اعتزاله.

### الاعتزال

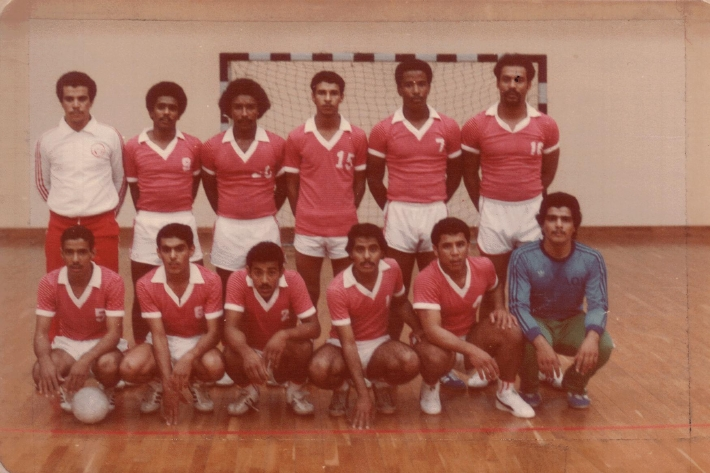
الفريق عام 1986 ويظهر عبد الله الوهيّب الأول من اليمين.

قرر اعتزال كرة اليد بعد مشوار دام تسعة عشر سنة، وذلك في عام 1413 هـ الموافق 1993، بعد مباراة مع الغريم التقليدي نادي النجمة، والتي فاز فيها نادي العربي ليضمن البقاء من خلالها موسم آخر في الدوري الممتاز.

## وفاته
توفي في 28 ديسمبر 2007 نتيجة حادث سير تعرض له بعد عودته من زيارة لأقاربه في منتزهات الغضا، استقل سيارته برففقه زوجته وثلاثة من أبنائه وهما ولدان وبنت عائداً إلى منزله في حي السليمانية شرق عنيزة، وعندما اقترب من طريق الروضة تفاجأ بسيارة تستقلها عائلة مكونة من سبعة أفراد من أسرة واحدة وحاول تفاديها ولكن حدث اصطدام بين السيارتين من الجهة اليسرى لسيارته وجراء قوة الاصطدام لفظ أنفاسه وزوجته وابنه محمد في موقع الحادث فيما توفي ابنه الثاني أسامة في المستشفى في اليوم التالي.